# جين ويجمور
فيرجينيا كلير ويجمور (من مواليد 6 يونيو 1986) مغنية وكاتبة أغاني نيوزلندية.
ظهرت في أغنية سماشبروف المنفردة "أخي" في عام 2009، وواصل ويجمور إصدار أربعة ألبومات الدخان المقدس (2009)، الدم في العضام قرفان وين (2011)(2015) و لوفري (2018)، مع تم رسم الثلاثة الأولى. - القبعات العالية على مخطط البومات نيوزيلندا . وهي معروفة بصوتها العالي والخشن.
ظهر ويجمور في أغنية وفيديو عام 2009 لأغنية "أخي" لمجموعة جديدة سماش بروف، من أوكلاند أيضًا.